# Lijst van zoogdieren op de Salomonseilanden
Dit is een lijst van inheemse zoogdieren die voorkomen op de Salomonseilanden.

## OrdeVleermuizen(Chiroptera)

### FamilieGrote vleermuizen(Pteropodidae)
- Dobsonia inermis
- Kleine langtongvleerhond (Macroglossus minimus)
- Melonycteris fardoulisi
- Melonycteris woodfordi
- Grote buisneusvleerhond (Nyctimene major)
- Nyctimene malaitensis
- Nyctimene sanctacrucis
- Nyctimene vizcaccia
- Bougainvilleapenkopvleermuis (Pteralopex anceps)
- Punttandvleerhond (Pteralopex atrata)
- Pteralopex flanneryi[1]
- Bergapenkopvleermuis (Pteralopex pulchra)
- Pteralopex taki
- Pteropus admiralitatum
- Pteropus cognatus
- Pteropus howensis
- Pteropus hypomelanus
- Pteropus mahaganus
- Pteropus rayneri
- Pteropus rennelli
- Tongavleerhond (Pteropus tonganus)
- Pteropus tuberculatus
- Pteropus woodfordi
- Rousettus amplexicaudatus

### FamilieBladneusvleermuizen van de Oude Wereld(Hipposideridae)
- Bloemneusvleermuis (Anthops ornatus)
- Aselliscus tricuspidatus
- Hipposideros calcaratus
- Hipposideros cervinus
- Hipposideros demissus
- Hipposideros diadema
- Hipposideros dinops

### FamilieSchedestaartvleermuizen(Emballonuridae)
- Emballonura dianae
- Emballonura raffrayana
- Mosia nigrescens
- Saccolaimus saccolaimus

### FamilieBulvleermuizen(Molossidae)
- Chaerephon solomonis

### FamilieGladneusvleermuizen(Vespertilionidae)
- Miniopterus australis
- Miniopterus macrocneme
- Langvleugelvleermuis (Miniopterus schreibersii)
- Miniopterus tristis
- Myotis moluccarum
- Pipistrellus angulatus

## OrdeKnaagdieren(Rodentia)

### FamilieMuridae
- Melomys bougainville
- Solomys ponceleti
- Solomys salamonis
- Solomys salebrosus
- Solomys sapientis
- Uromys imperator
- Uromys porculus
- Uromys rex